# Sony Xperia miro
Sony Xperia miro — смартфон із серії Xperia, розроблений компанією Sony, анонсований 13 січня 2012 року.

## Технічні характеристики

### Апаратне забезпечення
Смартфон працює на базі двоядерного процесора Snapdragon S1 (MSM7225A) від Qualcomm, що працює із тактовою частотою 800 МГц (архітектура ARMv7), графічний процесор — Adreno 200. Оперативна пам'ять — 512 Мб і вбудована пам'ять — 4 Гб (користувачеві доступно 2,2 Гб, слот розширення пам'яті microSD (до 32 Гб)). Апарат оснащений 3,5-дюймовим (88,9 мм відповідно) екраном із розширенням 320 x 480 пікселів, тобто із щільністю пікселів 165 (ppi), що виконаний за технологією TFT. В апарат вбудовано 5-мегапіксельну основну камеру, що може знімати VGA-відео (480p) із частотою 30 кадрів на секунду, і фронтальна 0,3-мегапіксельна камера (VGA)). Дані передаються бездротовими модулями Wi-Fi (802.11b/g/n), Bluetooth 2.1, DLNA. Вбудована антена стандарту GPS. Весь апарат працює від Li-ion акумулятора ємністю 1500 мА·г, що може пропрацювати у режимі очікування 470 годин (19.6 дня), у режимі розмови — 5 годин, і важить 110 грам.

### Програмне забезпечення
Смартфон Sony Xperia miro постачався із встановленою Android Ice Cream Sandwich версії 4.0.

## Критика
Ресурс PhoneArena поставив апарату 7 із 10 балів, сказавши, що «Sony Xperia miro є гідним, щоб нести наш знак схвалення». До плюсів зараховано інтерфейс, якісні фото («як на свій клас»), компактність, до мінусів — екран («нижче середньої якості»), веббраузер підгальмовує.

### Відео
- Огляд Sony Xperia miro [Архівовано 23 вересня 2016 у Wayback Machine.] від PhoneArena (англ.)

### Огляди
- Нік Т. Огляд Sony Xperia miro [Архівовано 8 травня 2013 у Wayback Machine.] на сайті PhoneArena (англ.)
- Джеймс Роджерсон. Огляд Sony Xperia miro [Архівовано 25 березня 2013 у Wayback Machine.] на сайті TechRadar (англ.)
- Нейл Маґенніс. Огляд Sony Xperia miro [Архівовано 17 лютого 2013 у Wayback Machine.] на сайті Trusted Reviews (англ.)